# ويمبلدون (لندن)
ويمبلدُونٌ هِي إِحدى ضواحِي مدينة ميرِتون جَنوب غربيّ لندن، إنجِلترا. تقع على مسافة 13 كم (8 أميال) تقريباً من وسط العاصمة البريطانية لندن. وتعنى كلمة ويمبلدُونٌ (التَّلُّ) باللُغة الإنجليزية القَدِيمة. وهِي منطقةٌ تاريخيَّة مأهُولة بالسُّكّان مُنذ العصر الحديديَّ.

## المعالِم السِّياحة
- حديقة كانيزارو.
- مجمع ويمبلدُونٌ للتِّنِس.
- ملعب ويمبلدُونٌ الرّئِيسِيّ أهِمّ وأَشهر ملعب تِّنِس.
- نادي آل إنجلاند لاون لكُرَة المِضرب والكرِيكيت.

## التّعلِيمِ والثَّقافة
- كُلّيّة ويمبلدُونٌ.
- مَكتبة ويمبلدُونٌ.
- مسرح ويمبلدُونٌ.
- متحف ويمبلدُونٌ للتِّنِس.
- مدرسة ميلنر للُغة الإنجليزية.
- مدرسة ويمبلدُونٌ للُغة الإنجليزية.

## انظُر أيضاً
- لندن الكبرى.
- ريتشموند بارك.
- بطولة ويمبلدون.

## أعلام
- جيمس فين
- سبنسر غور
- ريجنالد دوهرتي
- جيوفري هينتون
- ساندي ديني
- آلان باردو
- روبرت جريفز
- الأمير فرديناند دوق ألونسون
- إليزابيث ريان
- فيرا بريتن
- جيمس هانت

## وصلات خارجية
- الصّفحة الرّسميّة لويمبلدُونٌ (باللُّغة الإنجليزية).